# 姚非拉
姚非拉（FLY，1974年5月14日—），中国当代漫画家。他的画风清新、叙事散文化，其代表作為《梦里人》，曾创下中國内地漫画界连载最长之纪录。目前其开设有北京非拉艺术工作室有限公司（Summer Studio），为男性漫画家，1994年在《画书大王》发表《快乐平安夜》，1995年在《北京卡通》上连载《梦里人》被CCTV改编成为内地第一部被改编成动画片的漫画作品。2001年应邀参加亚洲漫画论坛。姚非拉的《梦里人》则创下中國国内漫画连载时间最长的纪录，他说漫画里60％以上的內容跟画面没关系，单行本1~3在马来西亚出版马来文版，也是中国内地第一部对海外授权的漫画。作者获评為北京十大创意人物，他1974年出生于武汉，於高中時期开始接触漫画。1992年就读华中理工大学计算机系，於次年開始创作个人漫画。1995年藉由《梦里人》在《北京卡通》上出道，历时5年后被中国中央电视台購买版权。《梦里人》连载约6年。

## 个人经历
1974年生于湖北武汉；祖籍广东梅县。
1992年——1996年就读于华中理工大学计算机系。
1994年在《画书大王》发表处女作《快乐平安夜》。
1995年起在《北京卡通》连载长篇《梦里人》。
1996年毕业后至北京，在一家软件公司工作。
1998年辞职，正式开始职业漫画创作。
2003年成立夏天島工作室，主要成员猪乐桃（齐潇）（已退出）、喵呜（张弛）、于彦舒（已退出）、夏达（已退出）。
2006年夏天島工作室迁至杭州，并成立“杭州夏天岛影视动漫制作有限公司”。

## 主要作品
- 1994年：画书大王，《快乐平安夜》（短篇）；
- 1995年：少年漫画，《疯狂到雨季》（中篇）；
- 1995年：北京卡通，《梦里人》（长篇，连载达六年）；
- 1996年：北京卡通，《与我共舞吧》（短篇）；
- 1996年：北京卡通，《雪花》（中篇）；
- 1996年：科普画王，《游戏》（短篇）；
- 1996年：北京卡通，《特殊使命》（短篇）；
- 1997年：超速风暴，《明天不会有泪》（长篇）；
- 1997年：少年漫画，《这个和那个》（中篇）；
- 1998年：北京卡通，《洋娃娃和小熊跳舞》编剧（中篇）；
- 2000年：日本亚洲漫画论坛，《Where Are We Going？》（短篇）；
- 2001年：北京卡通，《FLY东游记》（游记）；
- 2001年：北京卡通FLY俱乐部，《FLY俱乐部会刊-SUMMER》；
- 2002年：北京卡通，《梦里西游乱记》（中长篇）；
- 2002年：北京卡通FLY俱乐部，《FLY俱乐部会刊-SPRING》；
- 2002年：北京卡通FLY俱乐部，《FLY俱乐部会刊-SUMMER》；
- 2002年：北京卡通，《奇迹》（中长篇）；
- 2002年：香港B&C，《外星人袭击地球之桃花攻击事件》（短篇）；
- 2003年：漫画家，《猪头漫画教室》（专栏）；
- 2003年：漫友，《80℃》（系列中短篇）；
- 2003年：漫友Story100，《FLY博士的问题研究所》（专栏）；
- 2003年：漫友Story100，《和拉弗尔去旅行》（系列彩色封底）；
- 2004年：《80℃》单行本1、2；
- 2005年：《80℃》单行本3、4；[7][8]
- 2006年：《80℃》单行本5、6；[9][10]
- 2010年：《鬼吹灯 (漫画)》漫画版。